# Ardi Pulaj
Ardi Pulaj (* 11. Februar 1981 in Tirana,  Albanien) ist ein Journalist, Nachrichtensprecher und Drehbuchautor.
Derzeit arbeitet er als Journalist und Nachrichtensprecher beim albanischen Fernsehsender Top Channel und ist in wichtigen journalistischen Projekten auf regionalen und internationalen Plattformen tätig. Er hat als Autor für Balkan Insight gearbeitet, mehrere Reportagen für Exclusive auf Top Channel erstellt sowie das Drehbuch für die Reality-TV-Show StarTop geschrieben. Ferner berichtete er als Korrespondent für BBC aus Tirana und den Balkanraum, leitete die albanische Sektion von Global Voices als Redakteur und moderierte die Reportagen-Serie „Jashtë vijës së verdhë“, die auf Top Channel ausgestrahlt wurde.